# Mike O'Brien
Mike Patrick O'Brien (26 de junho de 1976) comumente conhecido como Mike O'Brien, é um ator e humorista norte-americano, mais conhecido por fazer parte do elenco do Saturday Night Live.